# Пік Абу Алі ібн Сіни
Пік Абу Алі ібн Сіни (на території Киргизстану — пік Леніна; раніше пік Кауфмана) — гірська вершина в системі Паміру. Висота — 7134,3 м. Розташована на території Гірського Бадахшану, Таджикистан. Відкритий в 1871 році і названий на честь дослідника Середньої Азії Костянтина Кауфмана. 1928 року перейменований на пік Леніна, з липня 2006 року — пік Абу Алі ібн Сіни (тадж. қуллаи Абӯалӣ ибни Сино; qulla‘i Abûalî ibni Sino), на честь перського вченого, філософа — Абу Алі ібн Сіна (Авіценни).
Перше успішне сходження на пік було здійснене німецькими альпіністами Карлом Віном, Ойгеном Алльвайном та Ервіном Шнайдером у 1928 році.